# Štefan Držislav
Štefan Držislav, hrvaški vladar iz rodu Trpimirovićev, vladal od okrog 969 do okrog 996, *?, † okrog 996.

## Življenje
Štefan Držislav je bil sin hrvaškega vladarja Krešimirja II. in njegove žene Jelene.  V sočasnih virih se pojavlja kot knez in v kasnejših kot kralj. Rodili so se mu sinovi  Svetoslav Suronja, Gojislav in  Krešimir.
Vladavina Štefana Držislava je bila utemeljena predvsem na ozemlju stare Hrvaške. Vloga Hrvatov na ozemlju osrednje Bosne ni jasna, namesto o oblasti nad staro Slavonijo, lahko govorimo le o določenih madžarskih in hrvaških vplivih na to pokrajino. V prvih letih vladavine je bil Štefan Držislav priča bizantinskemu  uničenju bolgarske države. Bizanc si je tedaj podredil tudi ozemlja, poseljena s Srbi. Kmalu zatem je sledil vzpon novega bolgarskega cesarstva pod carjem Samuelom. Samuel je s svojimi osvajanji močno ogrozil hrvaške interese. Na drugi strani je bil zaradi obnovljenega bolgarskega cesarstva, katerega težišče je bilo v Makedoniji, ogrožen tudi bizantinski cesar Bazilij II. V teh razmerah je bizantinski vladar sklenil zavezništvo s hrvaškim vladarjem in je Štefanu Držislavu podelil naziv eparha (namestnika) in patricija. Ti naslovi so bolj častne narave kot pa znamenja dejanske oblasti, ker pa ime Štefan pomeni ˝ovenčani˝, je bil kronan z znamenji (žal neopredeljivega) dostojanstva. To dostojanstvo verjetno še ni bilo klasično s strani cerkve dodeljeno kraljevsko dostojanstvo, katerega srečamo šele veliko kasneje pri kralju Zvonimirju. Vsekakor napis, ki morda pripada zgodnejšemu obdobju vladavine, govori le o velikem knezu (magnus dux) in ne o kralju. Ohranil pa se je napis na sarkofagu Jelene, matere Štefana Držislava, kjer kot kralj ni omenjen le Štefan Držislav, ampak celo že njegov oče Mihael (Krešimir). Po drugi strani Tomaž Arhidiakon trdi, da so hrvaški vladarji naslov kralja nosili od Štefana Držislava naprej.
V času Štefana Držislava in njegovih naslednikov so Hrvati navezali tesnejše stike z Benetkami in s patriciji dalmatinskih mest. Ker so se z Bizancem leta 992 sporazumele tudi Benetke, ki so še istega leta uspele urediti tudi odnose z Nemci, je položaj Hrvaške v devetdesetih letih 10. stoletja naglo slabel. Leta 996 so tako okrepljene Benetke Hrvaški prenehale plačevati tribut za svobodno plovno, kar je povzročilo sovražnosti. Štefan Držislav je kmalu zatem umrl, Hrvaško pa zapustil v zelo napeti politični situaciji. Čeprav je že za svojega življenja za sovladarja postavil sina Svetoslava, je bila Hrvaška preveč oslabela in je po njegovi smrti dežela zašla v državljansko vojno.